# (35557) 1998 FO122
1998 FO122 (asteroide 35557) é um asteroide da cintura principal. Possui uma excentricidade de 0.11504560 e uma inclinação de 5.51887º.
Este asteroide foi descoberto no dia 20 de março de 1998 por LINEAR em Socorro.